# Syceurytoma ficus
Syceurytoma ficus är en stekelart som beskrevs av Boucek 1981. Syceurytoma ficus ingår i släktet Syceurytoma och familjen kragglanssteklar.
Artens utbredningsområde är:
- Uganda.
- Zimbabwe.

Inga underarter finns listade i Catalogue of Life.